# Maxu, Guangdong
Maxu (kinesiska: 马圩) är en köping i sydöstra Kina. Den ligger i Deqing härad i staden Zhaoqing i provinsen Guangdong, omkring 150 kilometer väster om provinshuvudstaden Guangzhou. Antalet invånare är 20 214. Befolkningen består av 9 730 kvinnor och 10 484 män. Barn under 15 år utgör 22,0 %, vuxna 15-64 år 67 %, och äldre över 65 år 9,0 %.